# Museo Nacional de Antropología
Museo Nacional de Antropología do češtiny přeložitelné jako Národní antropologické muzeum je muzeum v Ciudad de México, na třídě Paseo de la Reforma ve čtvrti Miguel Hidalgo.
Muzeum obsahuje cenné sbírky a vykopávky z aztéckého města Tenochtitlán (kupříkladu sochu boha Xochipilliho) a artefakty mayské kultury. Nejznámějšími exponáty jsou aztécký Sluneční kámen a model města Tenochtitlán. Sídlí v moderní funkcionalistické budově ze skla a betonu, navržené kolektivem mexických architektů (Pedro Ramírez Vázquez, Ricardo de Robina, Jorge Campuzano a Rafael Mijares) a otevřené roku 1964 prezidentem země Adolfo Lópezem Mateosem. Budova má celkem 23 místností o ploše 79 700 m³. Kolem ní se nachází rozsáhlý komplex zahrad.

## Fotogalerie

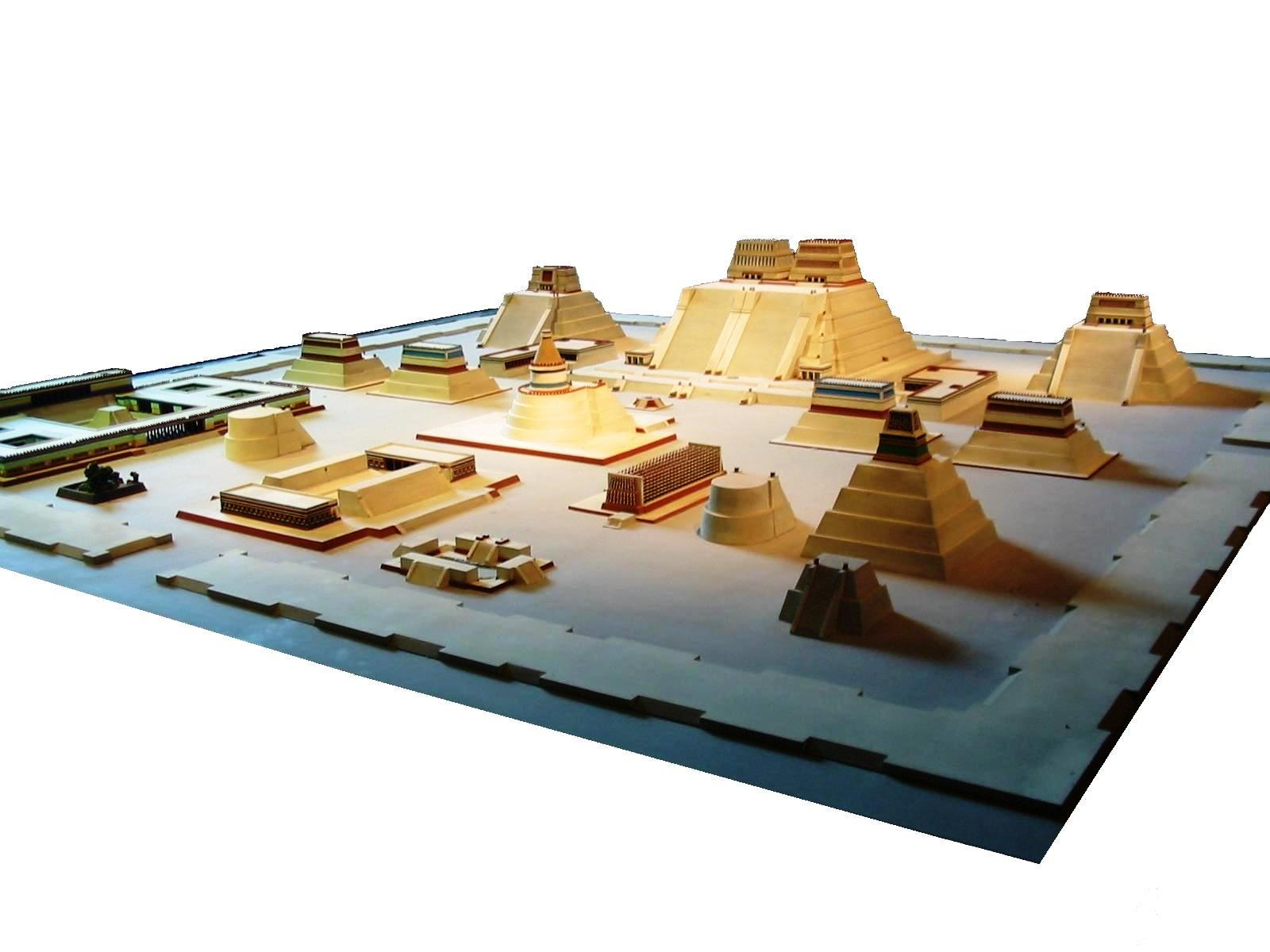
model Tenochtitlanu
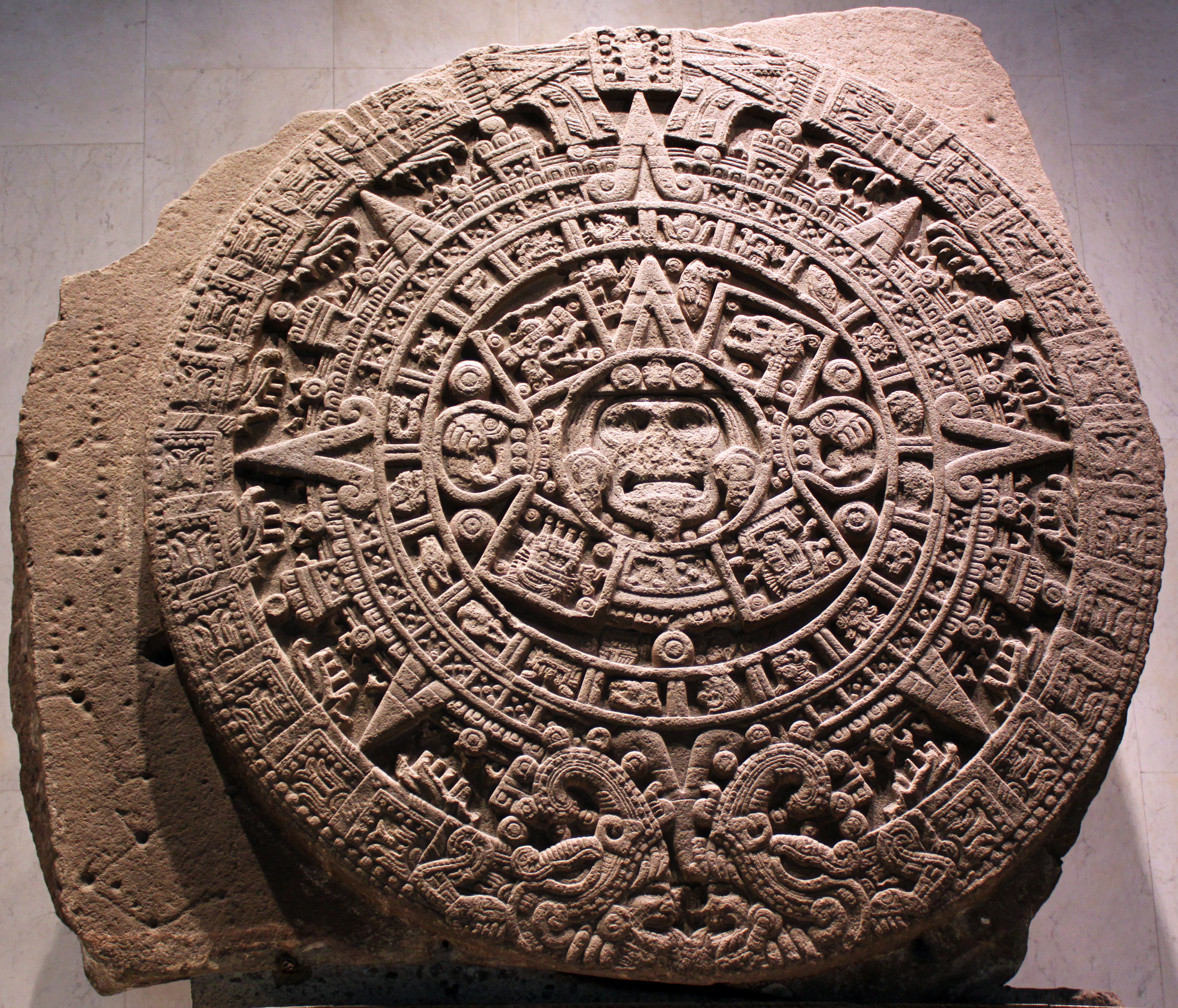
Sluneční kámen